# جائزة اتصالات لكتاب الطفل
جائزة اتصالات لكتاب الطفل هي جائزة أدبية عربية لأدب الأطفال. أنشأت الجائزة عام 2009 من طرف منتدى ناشري كتب الأطفال العرب. الجائزة مدعومة من طرف سمو الشيخة بدور بنت سلطان بن محمد القاسمي، رئيسة المجلس الإماراتي لكتب اليافعين. سلم تنظيم الجائزة للمجلس الإماراتي لكتب اليافعين عام 2010. يعلن عن الجائزة كل عام أثناء معرض الشارقة الدولي للكتاب.
التسجيل مفتوح للكتب التي تلبي هذه المعايير: يجب أن يكون الكتاب مكتوبا باللغة العربية; ويجب أن يكون أصليا (ليس مترجما، مقتبسا أو مستنسخا); وأن يكون منشورا في السنوات الثلاث الماضية. لا يجب أن يكون الكتاب قد حصل على أية جوائز محلية، جهوية، أو عالمية سابقة، ولا يجب أن يخترق الكتاب قيم وتقاليد وعادات المجتمعات العربية. التسجيل مفتوح لكتب الأطفال التي تستهدف الفئة العمرية ما بين 0 و 14 عاما، ويحق لكل دار نشر ترشيح ما أقصاه ثلاثة عناوين.
الجائزة هي مليون درهم إماراتي مقسمة 50% للكاتب و/أو الرسام، 50% للناشر. ما بين 2009-2012، عُدَّت الجائزة واحدةً من أغلى الجوائز الأدبية في العالم لفائز وحيد.
ابتداء من عام 2013، أعيدت هيكلة الجائزة بتصنيفات جديدة وتقسيم جائزة المليون درهم إماراتي كما يلي:
- أفضل نص: مئة ألف درهم إماراتي.
- أفضل رسم: مئة ألف درهم إماراتي.
- أفضل إنتاج: مئة ألف درهم إماراتي.
- أفضل كتاب أطفال في العام: ثلاث مئة ألف درهم إماراتي (مقسمة بين الكاتب، والرسام والناشر).
- أفضل كتاب شباب بالغين في العام: مئتي ألف درهم إماراتي (مقسمة بين الكاتب والناشر).
- ورشات عمل جائزة اتصالات لكتب الأطفال: مئتي ألف درهم إماراتي.

## الفائزون

### 2018
- أنستازيا قرواني، كاتبة أطفال ورسامة فلسطينية: في حقل الإخراج عن كتابها «كوزي». [4][5]
- عائشة عبد الله الحارثي، كاتبة أطفال ورسامة عُمانية: حازت قصتها «الحنين» عن فئة كتاب العام للطفل. [6] ===

- أفضل كتاب للأطفال لهذا العام: حكاية داخل حكاية داخل حكاية، تأليف هديل غنيم ورسوم سحر عبدالله عن ليالي شهرزيزي: دار البلسم في مصر
- أفضل كتاب للشباب لهذا العام: شقائق النعمان، تأليف هيا صالح، صادر عن دار الياسمين للنشر والتوزيع في الأردن.
- أفضل نص: كلمات الكاتبة السورية جيكار خورشيد، ورسوم مها ضاهر.
- أفضل رسم: الوحش وأنا، رسوم براء العاوور وتأليف عائشة عبدالله الحارثي
- أفضل إخراج: سأكون بخير، تأليف عصام أسمير ولمى عزمر، رسوم حنان الكيع، صادر عن جبل عمان في الأردن

### 2021
- فئة الطفولة المبكرة: كتاب ألف باء.. ياء (سمر محفوظ براج) / (سنان حلاق)،الصادر عن «دار الساقي» في لبنان[7]
- فئة الكتاب المصور: كتاب البطل الخارق (نسيبة العزيبي) / (حسان مناصرة)، الصادر عن دار «أشجار للنشر والتوزيع» في دولة الإمارات.[7]
- فئة كتاب ذي فصول: كتاب كرة برتقالية اللون (تمارا سمير قشحة) / (يكانه يعقوب) من إصدارات «دار الياسمين للنشر والتوزيع» في الأردن.[7]
- فئة كتاب اليافعين:كتاب «هروب صغير» للكاتبة عفاف طبالة والرسامة مريم هاني عبدالسلام ، والصادر عن «دار نهضة مصر». [7]
- فئة كوميكس:كتاب «٧٠ كيلو» للكاتبة وئام أحمد محمود والرسام علي الزيني، الصادر عن «دار العالية للنشر والتوزيع» في مصر.[7]

### 2022
- فئة الطفولة المبكرة: كتاب (كيف تشعر اليوم؟) للكاتبة مسرة طوقان، والرسامة هيا حلاو، والصادر عن دار كليلة ودمنة في الأردن.[8]
- فئة الكتاب المصور: كتاب (مملكة الأناتيخ) للكاتبة منار هزاع، والرسامة باسمة حسام، والصادر عن العالية للنشر والتوزيع في مصر.[8]
- فئة كتاب ذي فصول: كتاب (همس الأشجار) للكاتبة فيّء موسى، والرسامة فاطمة ماضي، والصادر عن دار أسفار في المملكة العربية السعودية.[8]
- فئة كتاب العام لليافعين: كتاب (سأبدأ الآن هل تسمعينني؟) للكاتب أنس أبو رحمة، والصادر عن دار ديناصون في فلسطين.[8]
- حجب الفائز بفئة القصص المصورة (الكوميكس) بقرار من لجنة التحكيم.[8]

### 2023
- فئة الطفولة المبكرة: كتاب (مشاعر...مشاعر) للكاتبة فاطمة السعدون، والرسامة ايمان عبد الحميد، والصادر عن دار كتب نون مؤسسة ناهد الشوا الثقافية (كندا).[9]
- فئة الكتاب المصور: كتاب (فيل على اصبعي) للكاتب والرسام عبدالله الشرهان، والصادر عن دار أجيال من دولة الإمارات العربية المتحدة.[9]
- فئة كتاب ذي فصول: كتاب (تدمير العالم في 46 ثانية) للكاتبة ميس داغر، والرسام محمد الحموي ، والصادر عن دار الياسمين للنشر من الأردن.[9]
- فئة كتاب العام لليافعين: كتاب (حلق مريم) للكاتبة رانيا بده، والرسامة آية خميس والصادر عن دار نشر نهضة مصر .[9]
- فئة كتاب الشعر: كتاب (غناء الماء) للكاتب مهند العاقوص والرسامة مليحة أحمدي والصادر عن دار نور المعارف للنشر والتوزيع في مصر.[9]